# Parc d'État Gilchrist Blue Springs
Gilchrist Blue Springs State Park est un parc d'État du comté de Gilchrist, en Floride, le long de la rivière Santa Fe. Exploité comme un parc privé pendant de nombreuses années, le parc a été acheté par l'État de Floride pour 5,2 millions de dollars et a ouvert ses portes comme 175e parc d'État de Floride le 1er novembre 2017. Il contient six sources naturelles dont  Gilchrist Blue Spring, Little Blue Spring, Naked Spring, Kiefer Spring et Johnson Spring.

## Histoire
Le nom complet du parc est Ruth B. Kirby Gilchrist Blue Springs State Park. Ruby B. Kirby a reçu la propriété comme cadeau de fiançailles d'Ed. C. Wright, son employeur et fiancé, en 1958. Bien que le couple ne se soit jamais marié, Kirby était l'exécuteur testamentaire de Wright après sa mort en 1969. Kirby et sa famille ont exploité la propriété comme un parc privé jusqu'à ce qu'elle soit vendue à l'État de Floride. En 2019, le parc a été rebaptisé Ruth B. Kirby en l'honneur de son dévouement aux sources.
Les sources produisent environ 44 millions de gallons d'eau par jour et se jettent dans la rivière Santa Fe. Les visiteurs peuvent faire de la randonnée, du pique-nique, du camping, de la plongée avec tuba, nager et pagayer dans le parc. Parmi les animaux sauvages présents dans les sources, on trouve : des tortues, des poissons-lune, des bars et des poissons-chats.